# Абрютково
Абрю́тково — деревня в муниципальном округе Егорьевск Московской области России.

## География
Расположена на реке Любловке.

## История
Впервые упомянута в Коломенских писцовых книгах 1577―1578 годов, где указан Обрютка Гришин — житель соседней деревни Акатово. Вероятно, Обрютка и его потомки основали рядом с Акатово выселок, ставший позднее деревней и получивший название по первопоселенцу — Абрю́тково.
Упоминается с 1763 года в составе Крутинской волости Коломенского уезда — намного позже соседних деревень. В то время в Абрюткове жило 30 мужчин и 28 женщин. В 1771 году теперь уже сельцо Абрютково принадлежало Д. И. Арсеньеву, И. И. Кудрявому и М. А. Норову. В 15 дворах жило 36 мужчин и 31 женщина. Угодья сельца составляли 218 десятин пашни, 3 десятины лугов и 274 десятины леса. В Абрюткове стоял господский двор с плодовым садом. 
Владельцы быстро менялись: к 1782 году ими были полковник Ф. Ф. Савостьянов и вдова майорша П. Л. Норова. После отмены крепостного права сельцо вошло в Бережковскую волость. У крестьян (29 мужчин, 29 женщин) в 1869 году была 61 десятина земли и всего 5 лошадей. В 1885 году в Абрюткове отмечен кабак и красильное заведение. 17 мужчин и 4 женщины уходили работать на фабрики. После революции — в составе Лаптевского сельсовета. Совместно с деревней Акатово включён в колхоз им Тельмана. В последнее время продолжается сильная убыль населения.
До 2015 года входила в состав городского поселения Егорьевск.
В 2015 году вошла в состав городского округа Егорьевск, образованного в том же году путем упразднения Егорьевского района и объединения всех его поселений в единый городской округ.
С 1 января 2025 года городской округ Егорьевск преобразован в муниципальный округ Егорьевск.

## Демография
Население — 2 человек (2010).
| 1859 | 1868 | 1885 | 1905 | 1926 | 2002 | 2006 | 2010 |
| ---- | ---- | ---- | ---- | ---- | ---- | ---- | ---- |
| 44   | ↘39  | ↗56  | ↗69  | ↘48  | ↘6   | ↗7   | ↘2   |